# Abutilon pubistamineum
Abutilon pubistamineum är en malvaväxtart som beskrevs av Oskar Eberhard Ulbrich. Abutilon pubistamineum ingår i släktet klockmalvor, och familjen malvaväxter. Inga underarter finns listade i Catalogue of Life.